# フェリックストウ F.5
フェリックストウ F.5
カルショット航空基地でスリップ上に駐機する F.5
- 用途：哨戒、攻撃、偵察
- 分類：飛行艇
- 設計者：ジョン・ポート（英語版）[1]
- 製造者：

  - ショート・ブラザーズ
  - 横須賀海軍工廠
  - 広海軍工廠
  - 愛知時計電機[1][2]
- 運用者

  -  イギリス（イギリス海軍）
  -  大日本帝国（大日本帝国海軍）[1]
- 初飛行：1918年5月[1]
- 生産数：89機
- 運用状況：退役

フェリックストウ F.5（Felixstowe F.5）は、第一次世界大戦末期にイギリスで完成した、フェリックストウ海軍工廠製の飛行艇である。

## 開発
イギリスが導入したF型飛行艇の原型は、アメリカ合衆国のカーチスが大西洋横断を目指して製作したカーチス H4「スモール アメリカ」である。1913年、イギリスサセックスにあるホワイト&トムソン社がカーチスの代理店となるが、同社のテストパイロットだったジョン・ポートは、第一次大戦勃発に伴い海軍航空隊中佐となった。ポートは、英国本土に飛来するドイツ帝国のツェッペリン飛行船を洋上で発見し通報する目的で、上層部にカーチス H4の購入を進言し、これに続いてより大型のカーチス H12「ラージ アメリカ」も導入された。
しかし、これらの飛行艇は北海の荒れる海域では馬力不足で離着水性能が低く、ポートは機体を再設計した改良型を開発した。このF型と呼ばれた一連の機体は、H4を基にしたF.1、H12を基にしたF.2、翼端を延長したF.3を経て、最も大型のF.5型となった。F.5は1918年5月に初飛行した。

## 設計

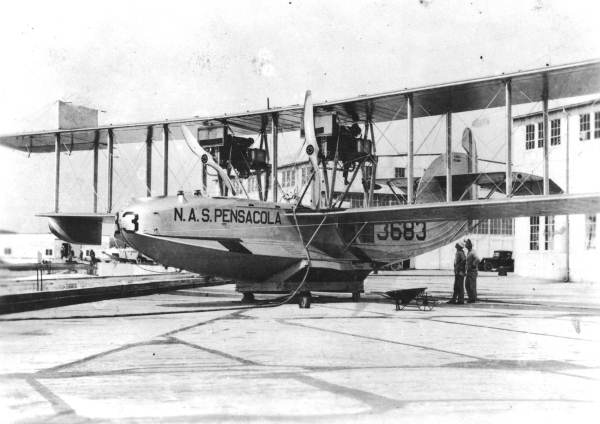
カーチス製 F5L

艇体は木製合板製で、離着水性能の向上を図り艇体底部の断面をV字型にして、艇体後部を高くした。この形状による性能向上は大きく、逆にカーチス社がこの艇型を採用した。主翼は延長されたほか、垂直安定板も装備された。
航続距離延伸を狙い艇体が大型化されたが、予算の問題でその他の部分は可能な限りF.3型と同じとした為、馬力不足で飛行性能が大幅に低下してしまった。後に発動機をロールス・ロイス イーグルVIIからVIIIに換装している。

## 運用
量産はショート社等が担当した。第一次大戦での実戦使用には間に合わなかったものの、初期のフェリックストウ飛行艇を代替する形で戦後配備され、1925年にスーパーマリン サウサンプトンに置き換えられるまで活躍した。また、米国、カナダでもエンジンをリンカーン製のリバティとしたF5Lをアメリカ海軍航空工廠、カーチス等で生産している。

### 日本での運用

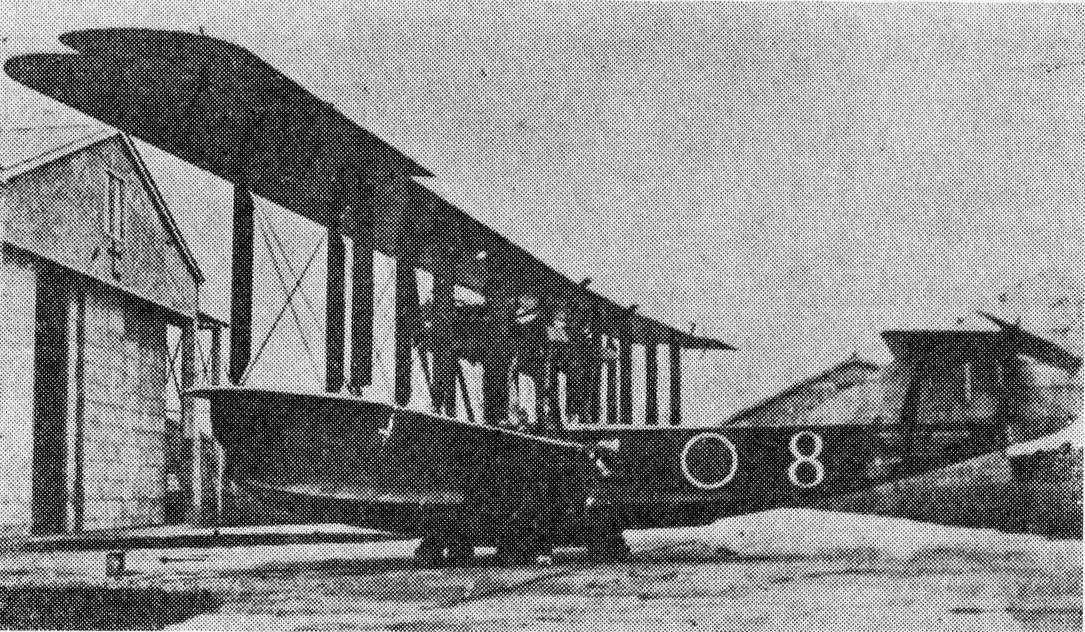
日本におけるF-5号飛行艇

1919年（大正8年）に日本海軍は本機を爆撃用飛行艇として国産化することを計画し、1920年（大正9年）9月にショート社とライセンス契約を結ぶとともに完成機を8機購入した。その後、1921年（大正10年）4月にはショート社からドッズ技師・フレッシャー技師ら21名を招聘され、6機分の機材を用いて横須賀海軍工廠造兵部で本機の製作技術についての講習が行なわれた。この講習には横須賀工廠の軍属のほかにも、広海軍工廠や愛知時計電機の技術者も参加した。6月には、イギリス海軍からセンピル教育団が来日し、7月から始まった飛行講習では、ブラックレー少佐による飛行講習が完成したばかりの機体で行われた。この飛行講習に伴い、4機を追加購入している。1923年（大正12年）11月22日、F.5は「エフ」五飛行艇（F-5号飛行艇）として制式採用され、横須賀工廠や広海軍工廠、愛知時計で60機が生産され、1930年（昭和5年）頃まで現役に留まっていた。
また、広廠ではエンジンをロレーヌ製の400 hpエンジンおよび450 hpエンジンに変更したものも試作され、前者はF-1号飛行艇、後者はF-2号飛行艇と呼ばれた。この他にもエンジンや機体に改修を加えた数種類の試作機が製造されている。
本機は日本海軍における最初の制式飛行艇であり、日本で本格的に製造された初めての飛行艇であった。その航続性能を生かして数々の洋上長距離飛行に成功したほか、1921年7月9日に戦艦「石見」で行われた対艦爆撃実験など、各種の訓練に活用された。後継機の一五式飛行艇はF-5の設計を踏まえている。

## 性能諸元
出典：『日本の名機100選』
- 全長: 15.03 m
- 全幅: 31.59 m
- 全高: 5.80 m
- 機体重量: 3,720 kg
- 総重量: 5,830 kg
- 発動機: ロールス・ロイス イーグルVIII 水冷V型12気筒  360 hp × 2
- 最大速度: 170 km/h
- 実用上限高度：3,550m
- 航続距離: 7 時間[2]または8 時間[1]
- 武装
  - 7.7mm機銃 × 2[2]または4[1]
  - 240 kg爆弾 × 2 または爆雷[2]
- 乗員: 4名